# Jean-Robert Viallet
Pour les articles homonymes, voir Viallet.
Jean-Robert Viallet, né en 1970, est un journaliste français, auteur et réalisateur de documentaires, lauréat du prix Albert-Londres pour sa trilogie La Mise à mort du travail.
Ses films traitent des dérives du capitalisme sur la société et l'environnement, des zones grises des pouvoirs et des oubliés de l’économie globale.

## Études
Jean-Robert Viallet fait toute sa scolarité à Versailles, en passant par l’école Richard-Mique, le collège Victor-Bart et le lycée Jules-Ferry.

## Carrière journalistique
Jean-Robert Viallet commence sa carrière à la caméra en travaillant pour d’autres réalisateurs tels que Tony Gatlif (cadreur sur Swing), Michael Winterbottom, Lars von Trier (assistant sur Dancer in the Dark). Il œuvre également auprès de Patrick Barbéris qui l’éveille au documentaire, sur Combattre pour l'Indochine et France Vietnam, l’impossible accord, sortis en 2004,.
En 2005, il coécrit et coréalise son premier film avec Mathieu Verboud Les Enfants perdus de Tranquility Bay sur les camps de redressement pour adolescents aux États-Unis. Le film reçoit le prix Michel-Mitrani du Festival international des programmes audiovisuels de Biarritz (Fipa). Les deux hommes enquêtent ensuite sur le trafic d'armes international et réalisent Une femme à abattre qui est salué en 2007 par le prix de l’Investigation du Festival international du grand reportage d'actualité et du documentaire de société (Figra).
En 2006, Christophe Nick, son producteur avec Yami 2 qui vient de lancer Chroniques de la violence ordinaire et Écoles en France, deux projets d’immersion sur ce qu’il appelle les « zones de fractures de la société contemporaine », lui propose de s’attaquer au monde du travail. Jean-Robert Viallet accepte et s’immerge pendant deux ans dans les entreprises. En sort la triloge La Mise à mort du travail pour laquelle il recevra le prix Albert-Londres en 2010 et plusieurs récompenses. La société Carglass le poursuit en diffamation pour le volet Aliénation qui lui est consacré mais est déboutée de toutes ses demandes.
Il réalise en 2010 Le temps de cerveau disponible sur l'évolution du divertissement et de la Télé-réalité, Christophe Nick qui lui propose ensuite de s’intéresser à l’affaire Clearstream. Jean-Robert Viallet en sort une série de six films d’une heure chacun, Manipulations, une histoire française. Il s'appuie pour cela sur une longue enquête des journalistes Pierre Péan et Vanessa Ratignier.

## Filmographie

### Auteur et réalisateur
- 2005 : Les Enfants perdus de Tranquility Bay
- 2006 : Une femme à abattre
- 2009 : La Mise à mort du travail
- 2010 : Le temps de cerveau disponible
- 2011 : Manipulations, une histoire française
- 2013 : La France en face
- 2015 : Jusqu’à ce que la mort nous sépare[9]
- 2015 : Le Mauvais Œil
- 2017 : Étudiants : l'avenir à crédit [10]
- 2019 : L’homme a mangé la Terre[11]
- 2019 : Des hommes (avec Alice Odiot)

### Directeur de la photographie
- 2004 : Combattre pour l'Indochine, de Patrick Barbéris[12]
- 2004 : France Vietnam, l’impossible accord, de Patrick Barbéris[13]
- 2007 : Quand la France s'embrase. Enquête sur le maintien de l'ordre, de Christophe Bouquet et David Dufresne[14]
- 2007 : Qu’allons-nous faire de nos parents, de Laetitia Moreau[15]

## Distinctions

### Récompenses
- Festival international de programmes audiovisuels (Fipa) 2006 : prix Michel-Mitrani et mention spéciale du jury pour Les Enfants perdus de Tranquility Bay

- Festival international du grand reportage d'actualité (Figra) 2007 : prix de l’Investigation pour Une femme à abattre
- Festival de La Rochelle 2008 : prix du meilleur scénario[16] pour Une femme à abattre

- Festival Filmer le travail de Poitiers 2009 : prix spécial du public pour La Mise à mort du travail
- Prix Albert-Londres 2010 pour La Mise à mort du travail
- Étoile de la Scam 2010[17] pour La Mise à mort du travail
- Prix du Syndicat français de la critique de cinéma et des Films de télévision 2010 pour La Mise à mort du travail
- Festival Imagé-Santé de Liège 2010 : 1er prix meilleur documentaire pour La Mise à mort du travail

- Étoile de la Scam 2012[18] pour Manipulations, une histoire française

## Nominations
Festival international de programmes audiovisuels (Fipa)